# Union Movement
Union Movement (UM) byla krajně pravicová politická strana, kterou ve Spojeném království založil Oswald Mosley.

## Historie
Před druhou světovou válkou chtěla Mosleyova Britská unie fašistů (BUF) soustředit obchod v rámci Britského impéria, ale Union Movement se pokusil zdůraznit důležitost rozvoje evropského nacionalismu, spíše než užšího národního nacionalismu. To způsobilo, že UM je charakterizován jako pokus Mosleyho začít znovu svůj politický život přijetím více demokratických a mezinárodních politik než těch, se kterými byl dříve spojen. UM byl bývalými členy, jako je Robert Edwards, zakladatel pro-Mosley European Action, britské nátlakové skupiny, popsán jako postfašistický. Strana se v roce 1978 transformovala na Action Society a vzdala se stranické politiky a stala se vydavatelstvím.